# Anisolambda
Anisolambda — вимерлий рід Litopterna. Він жив з пізнього палеоцену до середнього еоцену на території сучасної Аргентини.

## Опис
Ця тварина в основному відома за скам'янілостями її верхньої щелепи, нижньої щелепи та зубів, тому важко здогадуватися про її зовнішній вигляд. Його моляри були примітивної форми і дуже нагадували зуби загадкового Didolodus. Вони відрізнялися від останнього наявністю міцного параконіду у внутрішньому положенні, майже ідентичного за розміром метаконіду, і відокремленого від останнього вузьким поглибленням. Anisolambda, можливо, був подібний до більш пізніх родів Proterotheriidae, таких як Diadiaphorus або Proterotherium, але без характерної спеціалізації кінцівок останніх родів.

## Класифікація
Рід Anisolambda був вперше описаний у 1901 році Флорентіно Амегіно на основі нижньої щелепи з зубами з еоцену Аргентини. Пізніше Амегіно описав скам'янілості верхньої щелепи, які він відніс до роду Josepholeidya. Подальші відкриття на дещо старших територіях пізнього палеоцену Бразилії, включно з пов'язаними верхньою та нижньою щелепами (які зараз вважаються належать до іншого роду, Paranisolambda), дозволили дослідникам зрозуміти, що Anisolambda та Josepholeidya належали до одного роду. Типовим видом є Anisolambda fissidens, з раннього та середнього еоцену Аргентини. Anisolambda amel був описаний Джорджем Гейлордом Сімпсоном у 1948 році.